# Oscar Ngoy
Oscar Ngoy wa Mpanga CSSp (ur. 5 grudnia 1964 w Kyolo) – kongijski duchowny katolicki, biskup Kongolo od 2007.

## Życiorys

### Prezbiterat
Święcenia kapłańskie przyjął 26 lipca 1992 w Zgromadzeniu Ducha Świętego. Po święceniach został rektorem części filozoficznej zakonnego seminarium w Kinszasie, przez kilka lat łącząc tę funkcję z pracą w punkcie katechetycznym w Katako. W latach 1998–2000 studiował misjologię w Kanadzie, zaś po powrocie do kraju został wybrany prowincjałem.

### Episkopat
31 marca 2007 papież Benedykt XVI mianował go biskupem ordynariuszem diecezji Kongolo. Sakry biskupiej udzielił mu 9 czerwca 2007 biskup Jérôme Nday Kanyangu Lukundwe.